# 大多布龍
48°25′5″N 22°23′24″E / 48.41806°N 22.39000°E
大多布龍（烏克蘭語：Велика Добронь）是位於烏克蘭西部外喀爾巴阡州的烏日霍羅德區的村莊，始建於1250年，面積0.39平方公里，2001年人口5,607，人口密度每平方公里14,376.92人。